# Tode Ilievski
Tode Ilievski (makedonsky Тоде Илиевски; 7. března 1952 – 29. ledna 2022) byl makedonský básník, spisovatel pro děti a mládež, satirik, humorista, překladatel a šachový skladatel.
Vystudoval Fakultu filologie ve Skopje. Pracoval jako učitel makedonského jazyka a literatury ve městě Debar.
|   | a                                                                            | b                                                                            | c                                                                            | d                                                                            | e                                                                            | f                                                                            | g                                                                            | h                                                                            |   |
| 8 | b4 bílý král · e4 bílý jezdec · b2 černý král · c2 černý věž · a1 černý dáma | b4 bílý král · e4 bílý jezdec · b2 černý král · c2 černý věž · a1 černý dáma | b4 bílý král · e4 bílý jezdec · b2 černý král · c2 černý věž · a1 černý dáma | b4 bílý král · e4 bílý jezdec · b2 černý král · c2 černý věž · a1 černý dáma | b4 bílý král · e4 bílý jezdec · b2 černý král · c2 černý věž · a1 černý dáma | b4 bílý král · e4 bílý jezdec · b2 černý král · c2 černý věž · a1 černý dáma | b4 bílý král · e4 bílý jezdec · b2 černý král · c2 černý věž · a1 černý dáma | b4 bílý král · e4 bílý jezdec · b2 černý král · c2 černý věž · a1 černý dáma | 8 |
| 7 | b4 bílý král · e4 bílý jezdec · b2 černý král · c2 černý věž · a1 černý dáma | b4 bílý král · e4 bílý jezdec · b2 černý král · c2 černý věž · a1 černý dáma | b4 bílý král · e4 bílý jezdec · b2 černý král · c2 černý věž · a1 černý dáma | b4 bílý král · e4 bílý jezdec · b2 černý král · c2 černý věž · a1 černý dáma | b4 bílý král · e4 bílý jezdec · b2 černý král · c2 černý věž · a1 černý dáma | b4 bílý král · e4 bílý jezdec · b2 černý král · c2 černý věž · a1 černý dáma | b4 bílý král · e4 bílý jezdec · b2 černý král · c2 černý věž · a1 černý dáma | b4 bílý král · e4 bílý jezdec · b2 černý král · c2 černý věž · a1 černý dáma | 7 |
| 6 | b4 bílý král · e4 bílý jezdec · b2 černý král · c2 černý věž · a1 černý dáma | b4 bílý král · e4 bílý jezdec · b2 černý král · c2 černý věž · a1 černý dáma | b4 bílý král · e4 bílý jezdec · b2 černý král · c2 černý věž · a1 černý dáma | b4 bílý král · e4 bílý jezdec · b2 černý král · c2 černý věž · a1 černý dáma | b4 bílý král · e4 bílý jezdec · b2 černý král · c2 černý věž · a1 černý dáma | b4 bílý král · e4 bílý jezdec · b2 černý král · c2 černý věž · a1 černý dáma | b4 bílý král · e4 bílý jezdec · b2 černý král · c2 černý věž · a1 černý dáma | b4 bílý král · e4 bílý jezdec · b2 černý král · c2 černý věž · a1 černý dáma | 6 |
| 5 | b4 bílý král · e4 bílý jezdec · b2 černý král · c2 černý věž · a1 černý dáma | b4 bílý král · e4 bílý jezdec · b2 černý král · c2 černý věž · a1 černý dáma | b4 bílý král · e4 bílý jezdec · b2 černý král · c2 černý věž · a1 černý dáma | b4 bílý král · e4 bílý jezdec · b2 černý král · c2 černý věž · a1 černý dáma | b4 bílý král · e4 bílý jezdec · b2 černý král · c2 černý věž · a1 černý dáma | b4 bílý král · e4 bílý jezdec · b2 černý král · c2 černý věž · a1 černý dáma | b4 bílý král · e4 bílý jezdec · b2 černý král · c2 černý věž · a1 černý dáma | b4 bílý král · e4 bílý jezdec · b2 černý král · c2 černý věž · a1 černý dáma | 5 |
| 4 | b4 bílý král · e4 bílý jezdec · b2 černý král · c2 černý věž · a1 černý dáma | b4 bílý král · e4 bílý jezdec · b2 černý král · c2 černý věž · a1 černý dáma | b4 bílý král · e4 bílý jezdec · b2 černý král · c2 černý věž · a1 černý dáma | b4 bílý král · e4 bílý jezdec · b2 černý král · c2 černý věž · a1 černý dáma | b4 bílý král · e4 bílý jezdec · b2 černý král · c2 černý věž · a1 černý dáma | b4 bílý král · e4 bílý jezdec · b2 černý král · c2 černý věž · a1 černý dáma | b4 bílý král · e4 bílý jezdec · b2 černý král · c2 černý věž · a1 černý dáma | b4 bílý král · e4 bílý jezdec · b2 černý král · c2 černý věž · a1 černý dáma | 4 |
| 3 | b4 bílý král · e4 bílý jezdec · b2 černý král · c2 černý věž · a1 černý dáma | b4 bílý král · e4 bílý jezdec · b2 černý král · c2 černý věž · a1 černý dáma | b4 bílý král · e4 bílý jezdec · b2 černý král · c2 černý věž · a1 černý dáma | b4 bílý král · e4 bílý jezdec · b2 černý král · c2 černý věž · a1 černý dáma | b4 bílý král · e4 bílý jezdec · b2 černý král · c2 černý věž · a1 černý dáma | b4 bílý král · e4 bílý jezdec · b2 černý král · c2 černý věž · a1 černý dáma | b4 bílý král · e4 bílý jezdec · b2 černý král · c2 černý věž · a1 černý dáma | b4 bílý král · e4 bílý jezdec · b2 černý král · c2 černý věž · a1 černý dáma | 3 |
| 2 | b4 bílý král · e4 bílý jezdec · b2 černý král · c2 černý věž · a1 černý dáma | b4 bílý král · e4 bílý jezdec · b2 černý král · c2 černý věž · a1 černý dáma | b4 bílý král · e4 bílý jezdec · b2 černý král · c2 černý věž · a1 černý dáma | b4 bílý král · e4 bílý jezdec · b2 černý král · c2 černý věž · a1 černý dáma | b4 bílý král · e4 bílý jezdec · b2 černý král · c2 černý věž · a1 černý dáma | b4 bílý král · e4 bílý jezdec · b2 černý král · c2 černý věž · a1 černý dáma | b4 bílý král · e4 bílý jezdec · b2 černý král · c2 černý věž · a1 černý dáma | b4 bílý král · e4 bílý jezdec · b2 černý král · c2 černý věž · a1 černý dáma | 2 |
| 1 | b4 bílý král · e4 bílý jezdec · b2 černý král · c2 černý věž · a1 černý dáma | b4 bílý král · e4 bílý jezdec · b2 černý král · c2 černý věž · a1 černý dáma | b4 bílý král · e4 bílý jezdec · b2 černý král · c2 černý věž · a1 černý dáma | b4 bílý král · e4 bílý jezdec · b2 černý král · c2 černý věž · a1 černý dáma | b4 bílý král · e4 bílý jezdec · b2 černý král · c2 černý věž · a1 černý dáma | b4 bílý král · e4 bílý jezdec · b2 černý král · c2 černý věž · a1 černý dáma | b4 bílý král · e4 bílý jezdec · b2 černý král · c2 černý věž · a1 černý dáma | b4 bílý král · e4 bílý jezdec · b2 černý král · c2 černý věž · a1 černý dáma | 1 |
|   | a                                                                            | b                                                                            | c                                                                            | d                                                                            | e                                                                            | f                                                                            | g                                                                            | h                                                                            |   |

## Dílo
- „Vedro nebo” (poezie pro děti, 1990),
- „Koncert za šumite“ (poezie, 1992),
- „Izvorite vo gorite“ (poezie , 1999),
- „Zelen blen“ (poezie, 2001)
- „8 X 8 by Tode Ilievski – 64 selected problems 1977–2002“ (šachové problémy, 2002)
- „Lov na lebedovoto ezero“ (poezie, 2008).
- „Privatnite biblioteki vo Ohrid i Ohridsko“ (lexikon soukromých knihoven, spoluautor Violeta Martinovská, 2008)